# Perilitus picipes
Perilitus picipes är en stekelart som beskrevs av Herrich-Schäffer 1838. Perilitus picipes ingår i släktet Perilitus och familjen bracksteklar. Inga underarter finns listade i Catalogue of Life.